# Lotti van der Gaag
Lotti Charlotte van der Gaag (* 18. Dezember 1923 in Den Haag; † 20. Februar 1999 in Nieuwegein) war eine niederländische Bildhauerin und Malerin.

## Leben und Werk
Van der Gaag begann während des  Zweiten Weltkriegs zu zeichnen. Von 1946 bis 1948 hatte sie eine Beziehung mit dem belgischen Maler Bram Bogart (1921–2012), der sie auf ihrem Weg als Künstlerin unterstützte. 1947 nahm sie Zeichenunterricht an der Koninklijke Academie van Beeldende Kunsten und begann Tonfiguren zu formen, die sie hangfiguren nannte. Die Vrije Academie in Den Haag besuchte Lotti van der Gaag ab 1948. Sie wurde dort von Livinus van de Bundt unterrichtet. Der Dichter Simon Vinkenoog machte sie 1950 in Paris bekannt mit Karel Appel, Corneille und anderen Mitgliedern der Künstlergruppe CoBrA. Van der Graag nahm 1951 Unterricht für Bildhauerei bei Ossip Zadkine.
1952 hatte sie eine Ausstellung ihrer dreidimensionalen Werke im Stedelijk Museum in Amsterdam und verschiedenen anderen Museen und Galerien in den Niederlanden und in Paris. Van der Gaag und der Maler Kees van Bohemen (1928–1985) waren zwischen 1952 und 1957 ein Paar und haben eine Tochter. Von 1958 bis 1960 war van der Gaag mit Jan Cremer (1940–2024) verbunden. Ab 1974 wendete sich Van der Gaag von der Bildhauerei hin zur Malerei.
Corneille verhinderte, dass Lotti van der Gaag Mitglied von CoBrA wurde. Zu Gruppenausstellungen bekam sie keine Einladung. Lotti van der Gaag ist eine Künstlerin, die der niederländischen Bildhauerkunst nach 1945 wichtige neue Impulse gab. Aufgrund der engen Verwandtschaft der Inhalte und Formensprache zu denen von CoBrA wird sie heute zu der Gruppierung gezählt. Laut Hans Jaffé, damals stellvertretender Direktor des Stedelijk Museums von Amsterdam, gehört sie „bij die groep jonge kunstenaars die zich oriënteert op primitieve kunstvormen, [...] waartoe ook  Appel, Corneille en Constant behoren“. CoBrA-Expertin Willemijn Stokvis und Museumsdirektor und Kunsthistoriker Wim Beeren zählen Lotti van der Gaag zu den CoBrA-Künstlern reinsten Wassers.

„Im Winter 1950/51 schließt sich die Bildhauerin Lotti van der Gaag (Jahrgang 1923) aus Den Haag dem Kreis der niederländischen COBRA-Künstler an, die von Amsterdam nach Paris "emigriert" sind. Sie zieht in der Rue Santeuil ein. Die verschreckten Tiermenschen, die sie seit 1948/49 in Ton und Gips formt, sprechen ebenfalls COBRA-Sprache. In ihren Skulpturen, deren Formen sehr offen werden, nachdem sie kurze Zeit bei Zadkine in Paris in die Lehre gegangen ist, lösen nach 1951 wuchernde Pflanzengestalten zunehmend die Fabelwesen ab. Die Bilder, die sie Mitte der sechziger Jahre zu malen beginnt, weisen sie als COBRA-Mitglied aus.“

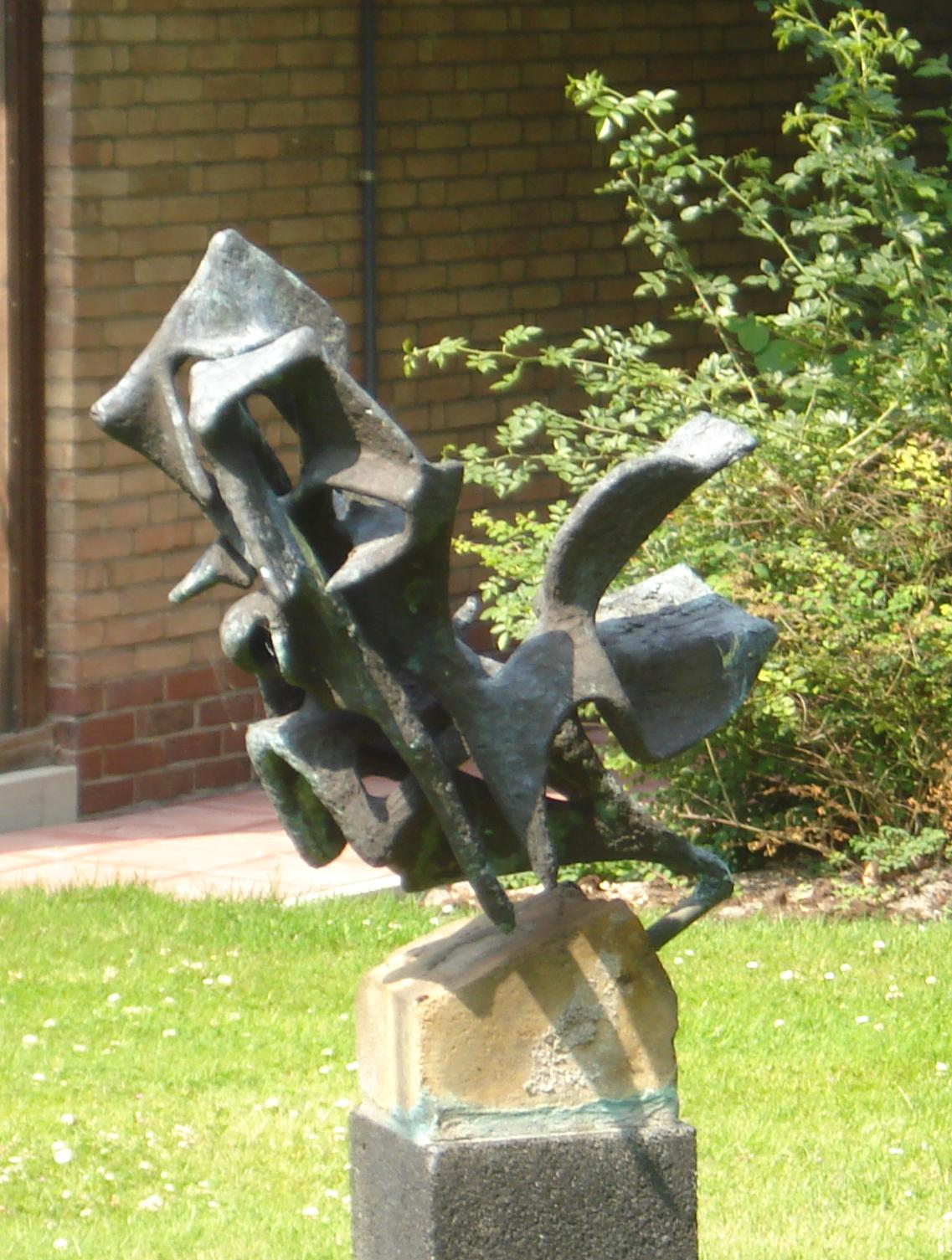
Moeder en kind
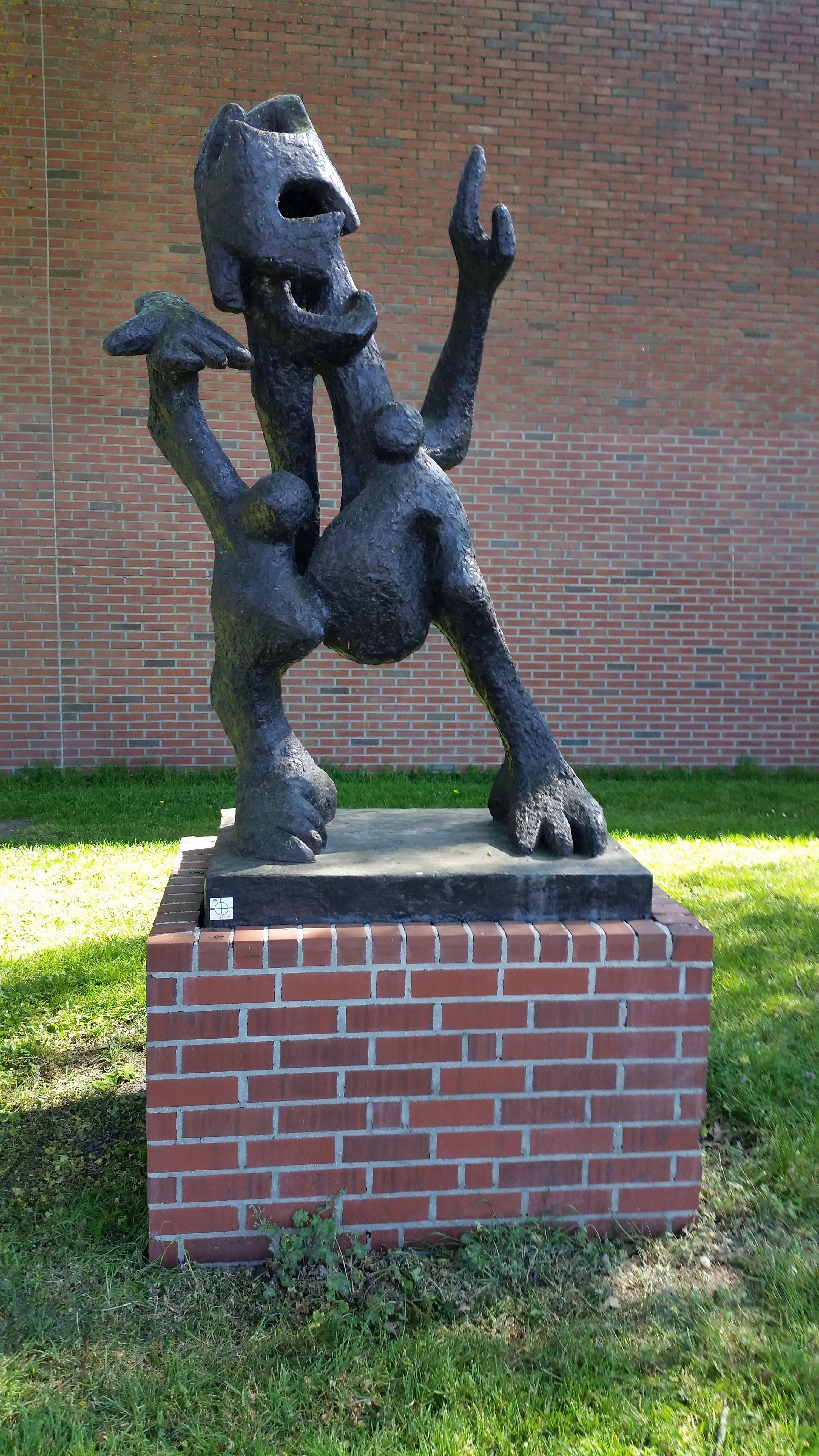
De gek
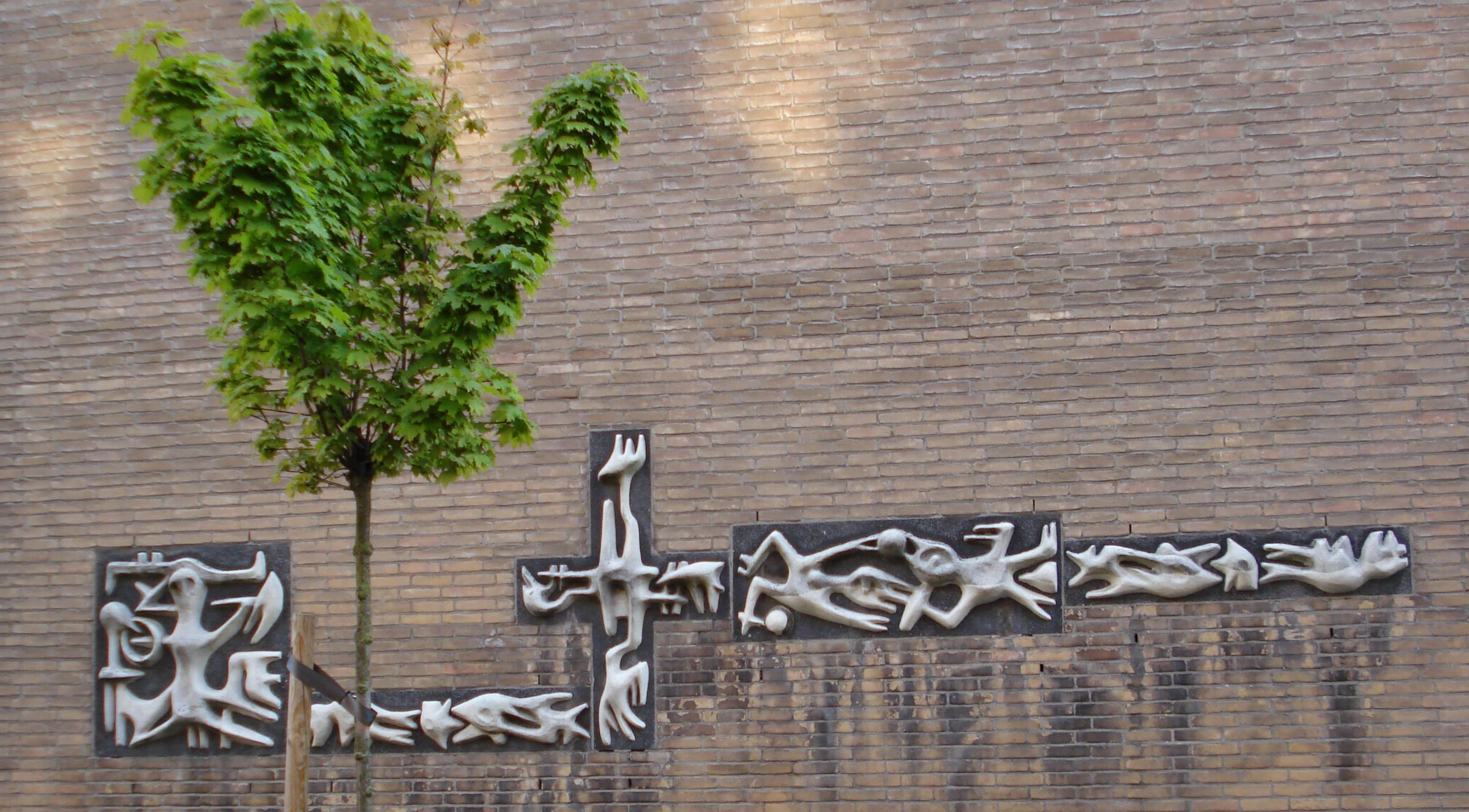
Vogels en vissen
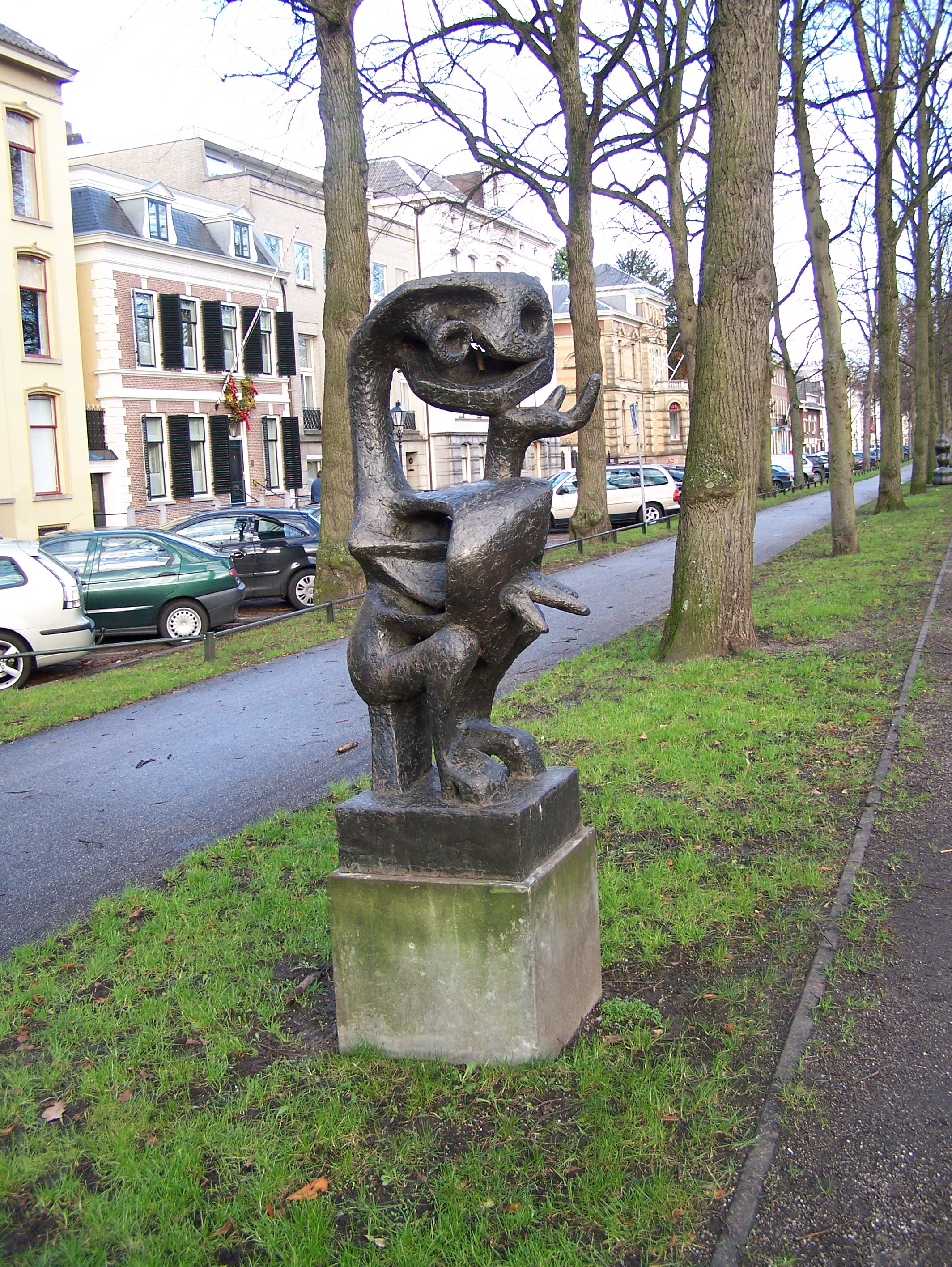
Denker
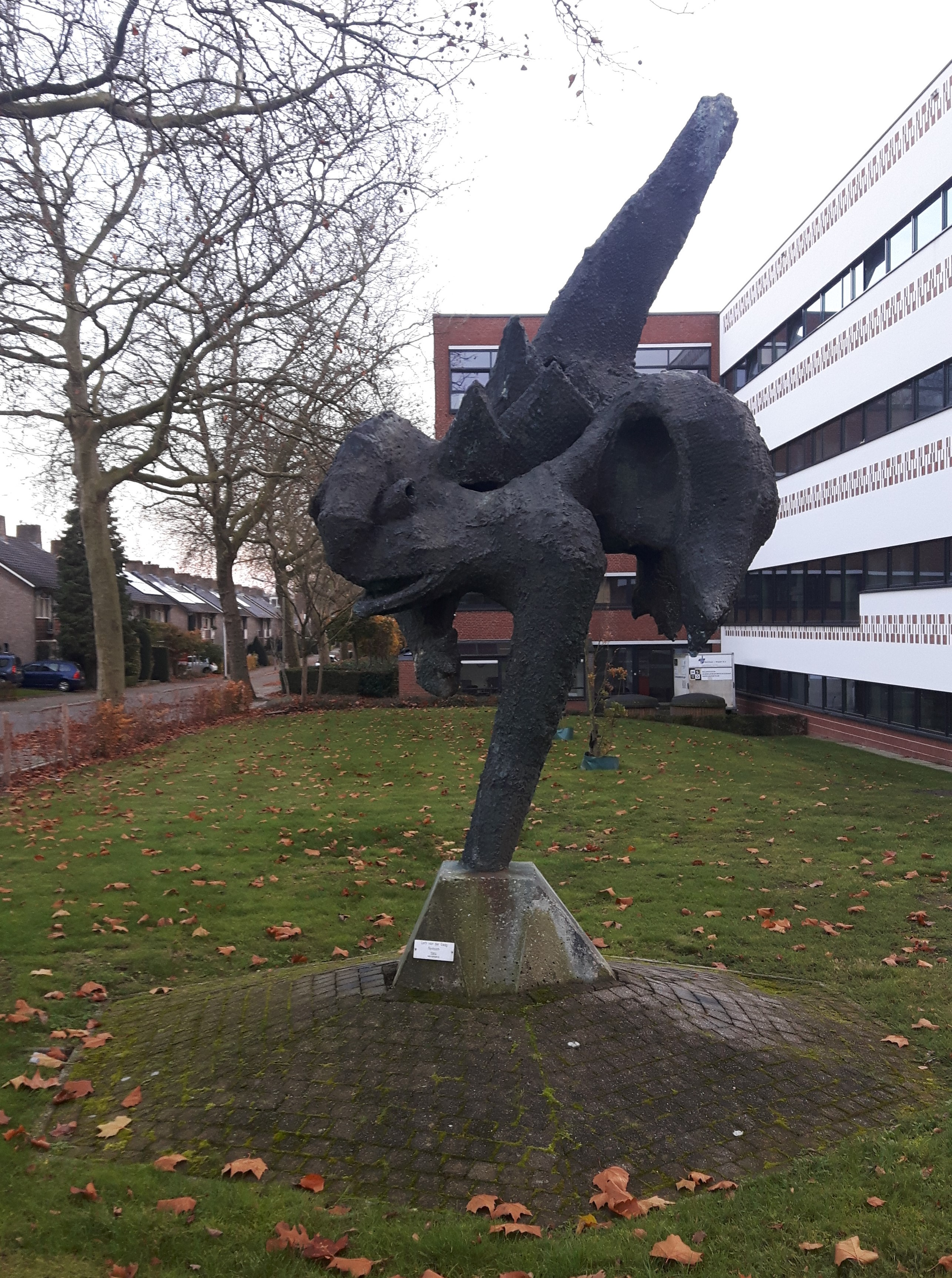
Fantoom
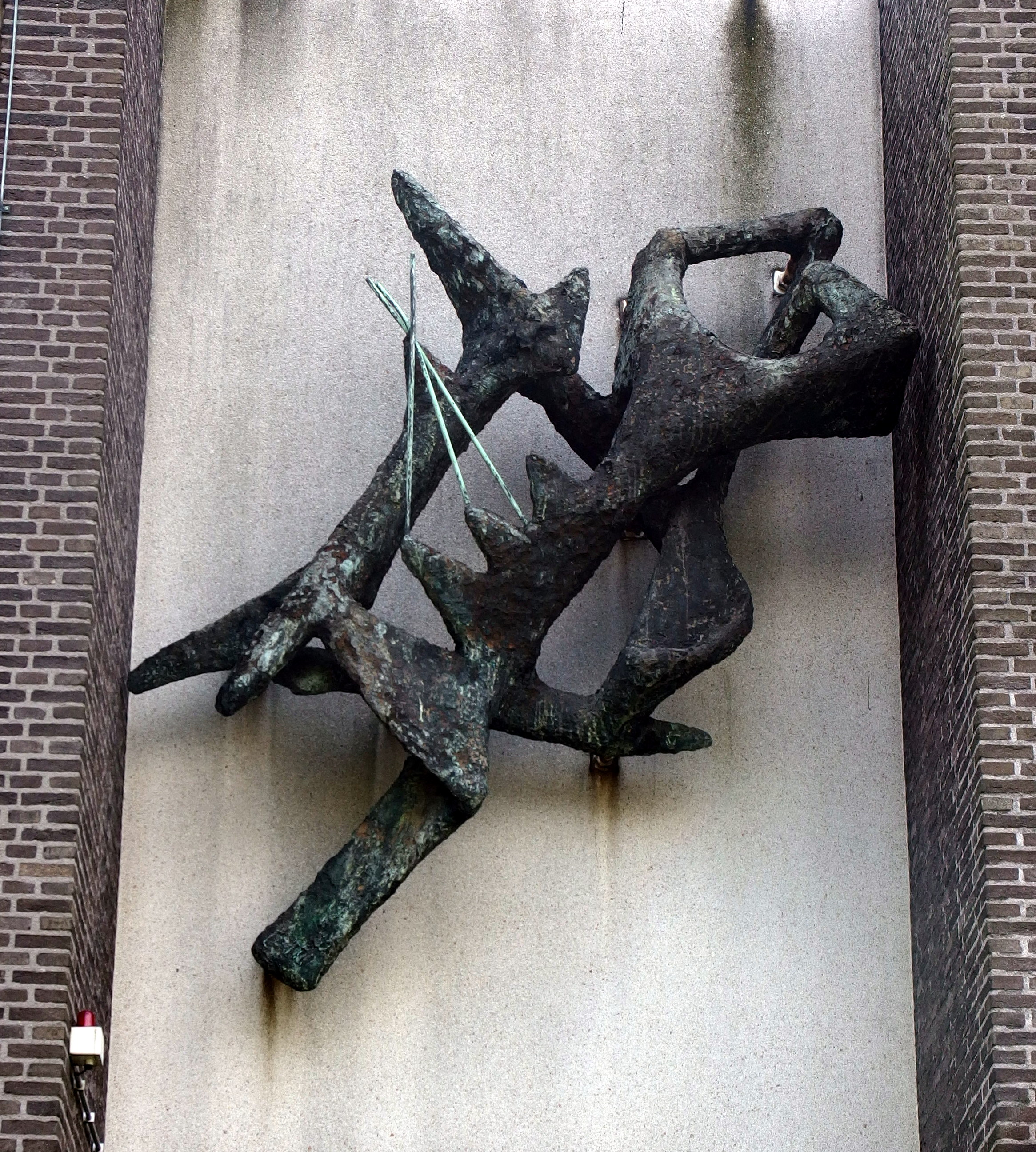
Communicatie

## Werke im öffentlichen Raum (Auswahl)
- Denker, 1951, Maliebaan, Utrecht
- De gek, Amstelveen
- Fantoom, Van Cranenborchstraat, Nijmegen
- Vogels en vissen, Rotterdam
- Moeder en kind, Wassenaar
- Communicatie, Slotervaart Telefooncentrale Amsterdam-Slotervaart

## Einzelausstellungen (Auswahl)
- 1957: Museum Boijmans Van Beuningen, Rotterdam
- 1958: und 1966 im Park Sonsbeek, Arnheim
- 1962: Stedelijk Museum, Amsterdam
- 1965: Gemeentemuseum Den Haag, Den Haag
- 2003: Retrospektive Cobra Museum in Amstelveen

## Auszeichnungen
- 1952: Stipendium für Frankreich
- 1958: Susse-Preis
- 1958: Jacob Marispreis für Bildhauerei
- 1993: Ouborgprijs